# Molinos (kommun i Spanien, Aragonien, Provincia de Teruel, lat 40,82, long -0,46)
Molinos är en kommun i Spanien.   Den ligger i provinsen Provincia de Teruel och regionen Aragonien, i den östra delen av landet, 280 km öster om huvudstaden Madrid. Antalet invånare är 286. Arean är 80 kvadratkilometer.
Terrängen i Molinos är huvudsakligen kuperad, men åt nordväst är den platt.